# Пригаровский сельский совет (Козельщинский район)
Пригаровский сельский совет (укр. Пригарівська сільська рада) — входит в состав Козельщинского района Полтавской области Украины.
Административный центр сельского совета находится в селе Пригаровка.

## Населённые пункты совета
- село Пригаровка
- село Андрейки
- село Панасовка
- село Сухой Кобелячек
- село Сушки

## Ликвидированные населённые пункты совета
- село Осначи